# レオノール・バルダック
レオノール・ベッサ＝ルイス・アルヴェス・バルダック（Leonor Bessa-Luís Alves Baldaque、1977年1月27日 - ）は、ポルトガルの女優。

## 経歴
1977年、ポルトに生まれる。1998年に映画初出演を果たす。2007年、『コロンブス 永遠の海』に出演。2009年、『ポルトガルの尼僧』で主演を務める。

## フィルモグラフィー
- 家路（2001年）
- 家宝（2002年）
- 夜顔（2006年）
- コロンブス 永遠の海（2007年）
- ポルトガルの尼僧（2009年）